# Manuel Esparza
Pour les articles homonymes, voir Esparza.
Ezparza  Sanz est un nom espagnol. Le premier nom de famille, en général paternel, est Ezparza ; le second, en général maternel, souvent omis, est Sanz.
Manuel Esparza Sanz est un ancien coureur cycliste professionnel espagnol, né le 3 décembre 1951 à Sabadell (Catalogne).
Son jeune frère Antonio Esparza était également un cycliste professionnel.

## Palmarès

### Palmarès amateur
- 1973
  - 1re étape du Tour de Navarre
  - Cinturón a Mallorca :
    - Classement général
    - 1re étape

### Palmarès professionnel
- 1974
  - 2e du Gran Premio Nuestra Señora de Oro
  - 2e du championnat d'Espagne sur route
  - 3e de la Clásica de Sabiñánigo
- 1975
  - 2ea étape du Tour des Asturies (contre-la-montre par équipes)
- 1976
  - 3e du Grand Prix de Navarre
- 1977
  -  Champion d'Espagne sur route
  - 1rea étape de l'Escalade de Montjuïc (avec Pedro Torres)
  - 3e de la Prueba Villafranca de Ordizia
  - 7e du Tour de Catalogne
- 1978
  - 3e du Tour de Cantabrie
  - 5e de la Semaine catalane
- 1979
  - GP Pascuas
  - 9e du Tour de Catalogne
- 1980
  - 3e étape du Tour du Pays basque
  - 18e étape du Tour d'Espagne
- 1981
  - Tour de Cantabrie :
    - Classement général
    - 1re étape

  - 2e du GP Llodio
  - 9e du Critérium du Dauphiné libéré

## Résultats sur les grands tours

### Tour de France
3 participations
- 1977 : abandon (5e étape)
- 1979 : abandon (3e étape)
- 1980 : abandon (3e étape)

### Tour d'Espagne
8 participations
- 1974 : 41e
- 1975 : 17e
- 1976 : 24e
- 1978 : 14e
- 1979 : 16e
- 1980 : 11e, vainqueur de la 18e étape
- 1981 : non-partant (prologue)
- 1982 : hors délais (9e étape)

### Tour d'Italie
2 participations
- 1976 : 49e
- 1977 : 47e